# Jak ukrást Venuši
Jak ukrást Venuši (v anglickém originále How to Steal a Million) je americká kriminální a romantická komedie z roku 1966 režiséra Williama Wylera s Audrey Hepburnovou a Peterem O'Toolem v hlavních rolích.
Film vypráví příběh geniálního padělatele uměleckých děl Charlese Boneta (Hugh Griffith) a jeho krásné dcery Nicole (Audrey Hepburnová), která se snaží zabránit vyzrazení otcových padělatelských sklonů. Děj je založen na vtipné a humorné zápletce, kdy Nicole přistihne v otcově domě domnělého zloděje Simona Dermotta (Peter O'Toole), který je ve skutečnosti detektivem-specialistou pátrajícím po původu padělaných uměleckých děl. Nicole a Simon se vydávají ukrást padělanou Celliniho Venuši, kterou Bonet nechal vystavit.

## Obsazení
| Audrey Hepburnová | Nicole Bonnet  |
| Peter O'Toole     | Simon Dermott  |
| Eli Wallach       | Davis Leland   |
| Hugh Griffith     | Charles Bonnet |
| Charles Boyer     | DeSolnay       |
| Fernand Gravey    | Grammont       |
| Marcel Dalio      | Paravideo      |